# Nissan FF-L
Nissan FF-L — автомобильная платформа, разрабатывавшаяся компанией Nissan с 2001 по 2011 год для переднеприводных автомобилей.

## Описание
Платформа Nissan FF-L являлась «огромным успехом» компании Nissan наряду с платформой для заднеприводных автомобилей Nissan FM. Модели на платформе FF-L выпускаются в Теннесси.
Платформа FF-L выдвигает колёса в углы, обеспечивая длинную колёсную базу и широкую стойку при приемлемой общей длине. Наряду с присущими платформе преимуществами в управляемости и эксплуатационных характеристиках, она обеспечивает большую гибкость кузова и дизайна.

## Модельный ряд
- 2001—2006 Nissan Altima
- 2002—2007 Nissan Murano[1][2]
- 2003—2008 Nissan Maxima
- 2003—2009 Nissan Quest[3][4]
- 2003—2008 Nissan Teana[5]
- 2003—2009 Nissan Presage
- 2004—2011 Renault Samsung SM7
- 2005—2010 Renault Samsung SM5